# Nguyễn Tất Tạo
Nguyễn Tất Tạo (sinh 1941) là đại biểu Quốc hội Việt Nam khóa X. Ông thuộc đoàn đại biểu Hải Phòng.
Ngày sinh: 27/1/1941
Giới tính: Nam
Dân tộc: Kinh
Tôn giáo: Không
Quê quán: Xã Liêm Phong, huyện Thanh Liêm, Hà Nam
Trình độ chuyên môn: Kỹ sư Động lực
Nghề nghiệp, chức vụ: Giám đốc Sở Giao thông Công chính TP. Hải Phòng, Uỷ viên Uỷ ban Khoa học, Công nghệ và Môi trường của Quốc hội
Nơi làm việc: Sở Giao thông Công chính TP. Hải Phòng
Nơi ứng cử: TP Hải Phòng
Đại biểu Quốc hội khoá: X
Đại biểu chuyên trách: Không
Đại biểu Hội đồng Nhân dân: Không